# Wołów (gmina)
Wołów est une gmina mixte du powiat de Wołów, Basse-Silésie, dans le sud-ouest de la Pologne. Son siège est la ville de Wołów, qui se situe environ 38 km au nord-ouest de la capitale régionale Wrocław.
La gmina couvre une superficie de 331,06 km2 pour une population de 22 572 habitants.

## Géographie
La gmina est bordée par les gminy de Brześć Kujawski, Koneck, Lubanie, Osięciny, Waganiec et Zakrzewo.